# Johanna Benson
Johanna Benson (* 17. Februar 1990 in Walvis Bay) ist eine namibische Läuferin und paralympische Athletin. Mit einer infantilen Zerebralparese startet sie in der Klassifizierungsgruppe T37. Benson ist Goldmedaillengewinnerin der Sommer-Paralympics 2012 und Teilnehmerin der Sommer-Paralympics 2016, bei denen sie keine Medaille gewinnen konnte.

## Leben
Benson wurde in Walvis Bay geboren und besuchte die Duinesig Primary and Kuisebmond Secondary School.
Sie nahm an nationalen Lauf-Wettkämpfen in Namibia teil. Nachdem sie ins Paralympische Team von Namibia berufen worden war, war sie bei den Sommer-Paralympics 2012 in London. Dort gewann sie über 200 m die Goldmedaille und über 100 m eine Silbermedaille. Für Namibia war es die erste Goldmedaille eines Sportlers oder einer Sportlerin, die an Olympischen oder Paralympischen Spielen teilgenommen hat. Benson erhielt nach dem Erfolg von der Regierung ihres Heimatlandes N$ 170.000, ein Haus in ihrer Heimatstadt Walvis Bay und einen Diplomatenpass. Zudem wurde eine Straße nach ihr benannt.
2012 wurde sie für den Laureus World Sports Awards nominiert.